# Schloss Neuenhof

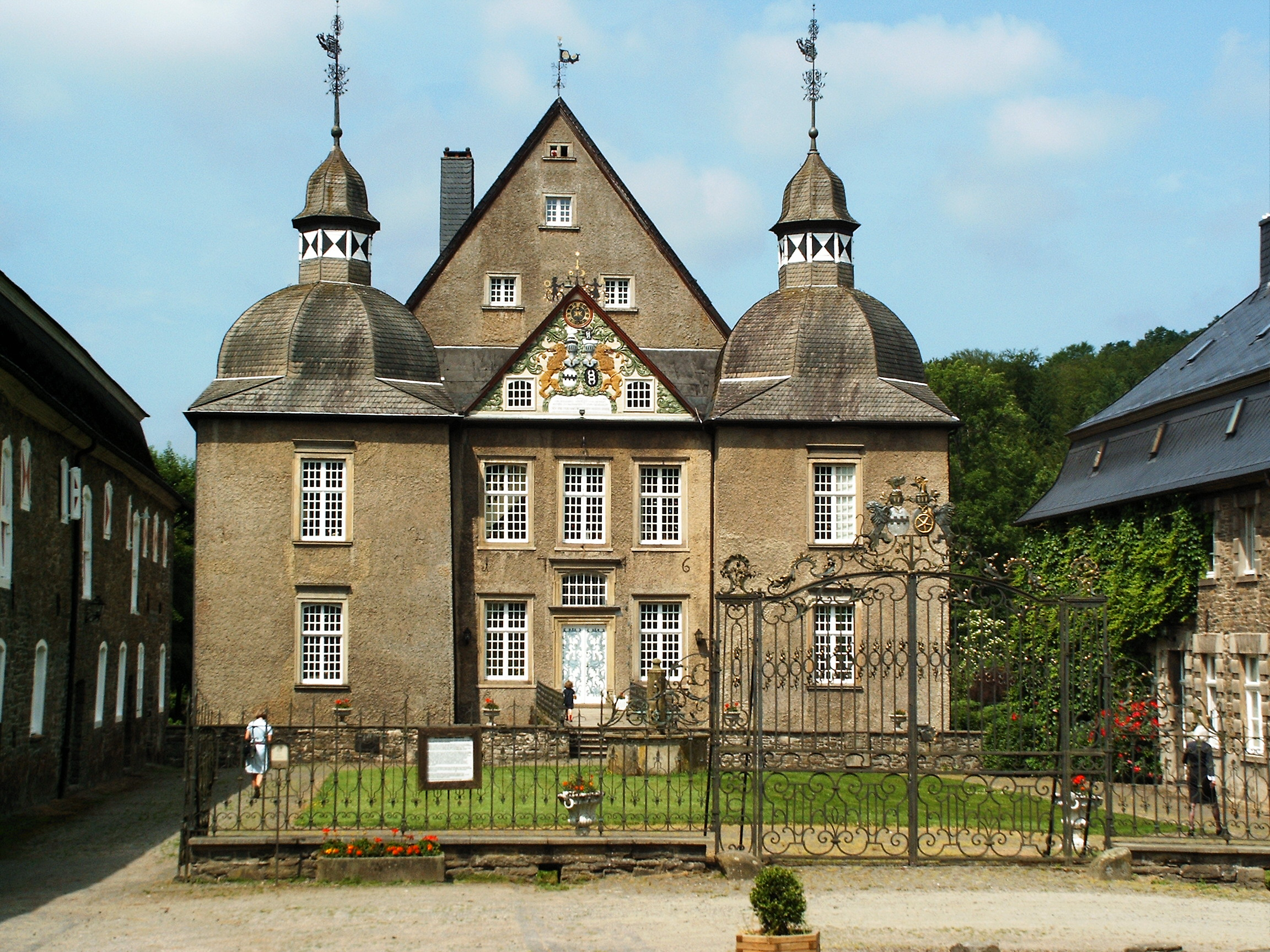
Schloss, Aufnahme 2005

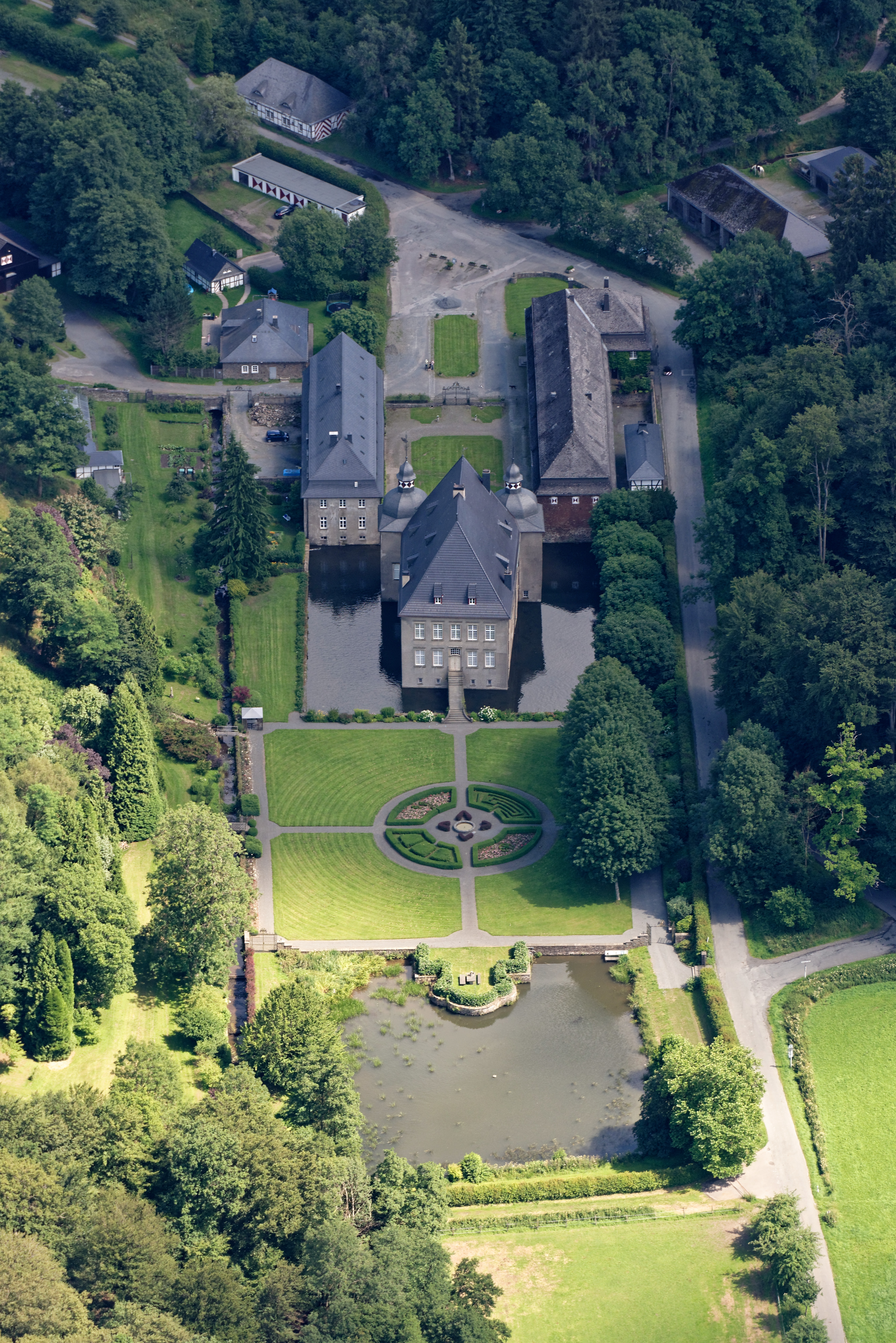
Luftbild

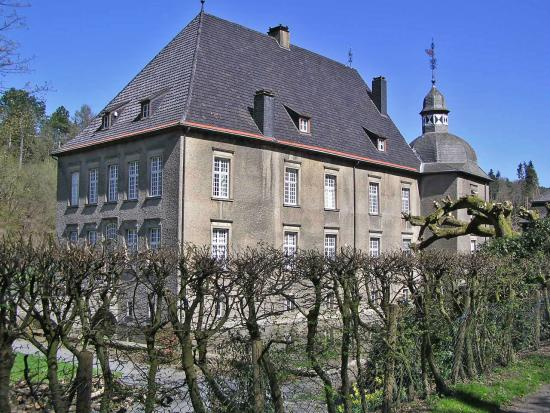
Rück- und Seitenansicht

Das Schloss Neuenhof gehört zu den kunsthistorisch und stadtgeschichtlich herausragenden Baudenkmälern Lüdenscheids. Das Wasserschloss liegt im Süden der Stadt im Elspetal. Von der B 229 geht eine beschilderte Straße ab. Da die Anlage vom Eigentümer Alhard Graf von dem Bussche-Kessell bewohnt wird, kann das Innere nicht besichtigt werden.

## Geschichte
Urkundlich wird auf das Schloss im Jahr 1326 erstmals hingewiesen. Andere Dokumente und Neuenhofs Lage an einem Fernweg lassen vermuten, dass es sich ursprünglich um eine befestigte Burganlage handelte. Archäologische Funde von 1981 belegen, dass bereits eine mittelalterliche Burg den Platz des heutigen Wasserschlosses innehatte. Unmittelbar an den Fundamenten wurden im heutigen Wassergraben Scherben von Gebrauchsgeschirr aus dem 14. Jahrhundert gefunden. 1643 war das Haupthaus des Schlosses neu errichtet worden. Dies erfolgte teilweise auf den Grundmauern des mittelalterlichen Vorgängerbaus. 1693 wurde das Haupthaus durch Brand schwer beschädigt. Der Wiederaufbau einschließlich verschiedener Erweiterungen erfolgte bis 1695. Die Außenmauern des Gebäudes von 1643 wurden als Innenwände wiederverwendet, und die Eckpavillons oder Türme an der Ostseite entstanden. Im 18. Jahrhundert geschahen zahlreiche weitere bauliche Veränderungen 1746 entstand der markante Mittelrisalit zwischen den Türmen. Letzte bedeutende Etappe der Baugeschichte war 1808 der Neubau der nördlichen Vorburg.
Das Schloss ist der Stammsitz des Adelsgeschlechts derer von Neuhoff. Die letzte Namensträgerin vor Ort, Elisabeth Josina von Neuhoff, ehelichte 1714 den Freiherrn Friedrich Wilhelm Leopold Christian von Bottlenberg, Angehöriger eines bergischen Adelsgeschlechts. Der Großvater Josines, Steffen von Neuhoff (1608–1671), hatte den ersten nachmittelalterlichen Bau 1643 errichten lassen. Der letzte dauernd auf Neuenhof wohnhafte von Bottlenberg verstarb 1820 ledig. Sein Erbe war Julius Clamor Freiherr von dem Bussche-Ippenburg, 1840 vom preußischen König zum Graf von dem Bussche-Ippenburg genannt von Kessell erhoben. Seine Nachfahren residierten bis in die 1970er Jahre nicht mehr in Neuenhof, sondern auf Schloss Ippenburg. 
Kriegsgefangene und Zwangsarbeiter wurden 1943 und 1944 in dem Forstbetrieb des Schlosses Neuenhof untergebracht und nach späteren Zeugenaussagen unmenschlich behandelt. Nach dem Zweiten Weltkrieg wurden große Teile des Herrensitzes viele Jahre von der belgischen Militärkommandantur beschlagnahmt. Ansonsten beschränkte sich die zivile Nutzung auf die Forstverwaltung sowie die Landwirtschaft. Im südlichen Wirtschaftsflügel befanden sich Kuhställe, in welchen lange Vorzugsmilch produziert wurde. Erst 1974 bezog Alhard Graf von dem Bussche-Kessell das Schloss wieder dauerhaft.

## Beschreibung
Der Hauptbau ist ein rechteckiger zweigeschossiger Kubus, dessen Hofseite von zwei Türmen mit geschweiften Hauben flankiert wird. Mittig zwischen den Türmen stellt ein Giebel mit großem geschnitztem Wappen das herausragende Schmuckelement dar. Es ist die Hochzeitstafel der erwähnten Elisabeth Josine von Neuhof und Wilhelm Christian von Bottlenbergs aus dem Jahr 1714. (Das Original hängt seit 1949 in der Burg Altena.) Dem allseits von Wassergräben umgebenen Hauptbau ist ein Ehrenhof mit flankierenden Wirtschaftsbauten aus dem 18. und 19. Jahrhundert vorgelagert. Am östlichen Hofabschluss bemerkenswert ist eine reich geschmückte schmiedeeiserne Toranlage. Vergleichbar repräsentative Anlagen sind im südlichen Westfalen eher selten.

## Osemundhammer
In jüngster Zeit wurde die öffentliche Aufmerksamkeit im Zusammenhang mit industriearchäologischen Funden auf Schloss Neuenhof gelenkt. Die Funde verweisen auf eine wohl von den dortigen Grundherren betriebene Eisenerzeugung.
Direkt unterhalb der Schlossanlage sind heute noch die Reste eines Osemundhammers zu erkennen, u. a. in Form von ehemaligen Stauteichen. Die Anlage, von der sie zeugen, zählt vermutlich zu den ältesten bekannten im Raum Lüdenscheid. Historische Überlieferungen zum Hammer reichen bis in die Zeit nach dem Dreißigjährigen Krieg, also in die Mitte des 17. Jahrhunderts, zurück. Die neuen Funde zeigen jedoch, dass die Geschichte der Eisenverhüttung und Verarbeitung hier mindestens bis in das 14. Jahrhundert zurückreicht.